# Kuzguncuk
Kuzguncuk is een wijk in het district Üsküdar, in de Turkse stad Istanboel. Kuzguncuk was een dorpje aan de Aziatische kant van de Bosporus, gelegen tussen de andere voormalige dorpjes Beylerbeyi en İcadiye, iets ten zuiden van de oostelijke voet van de eerste Bosporusbrug. Tegenwoordig is het een kleine wijk binnen het grote Aziatische district Üsküdar. In Kuzguncuk zijn meerdere kerken en twee synagogen. Een moskee in Ottomaanse stijl werd pas in 1952 gebouwd, direct naast een Armeense kerk.

## Geschiedenis
Kuzguncuk is een oude nederzetting aan de oever van de Aziatische kant van de Bosporus. De huidige naam, die in het Turks 'kleine raaf' betekent, is waarschijnlijk een verbastering van de Griekse naam Kozinitza, dat op zijn beurt van Khrysokeramos (Gulden tegel) zou zijn afgeleid, verwijzend naar een kerk met een gouden dak die hier gestaan heeft. Rond 553 liet Narses hier een kerk bouwen, gewijd aan de maagd Maria. Tot in de 16e eeuw was het merendeel van de bevolking Grieks, maar aan het eind van die eeuw vestigden zich grote aantallen Sefardische vluchtelingen uit Iberië in het dorp. De oudste Joodse grafsteen in Kuzguncuk stamt uit 1562. In de 19e eeuw werden twee synagogen in de wijk gebouwd. Vanaf de late 18e eeuw vestigden zich ook grote groepen Armeniërs in het dorp, en hun eerste kerk werd er gebouwd in 1835. Na de oprichting van de staat Israël kromp de Joodse bevolking van Kuzguncuk snel. Rellen in 1955 zorgde ervoor dat veel Grieken en Armeniërs de wijk uit moesten vluchtten. De huizen werden voornamelijk opgekocht door mensen uit de Turkse Zwarte Zee regio, met name uit İnebolu, Rize, Trabzon, Tokat, Kars en Sivas. In jaren 60 van de 19e eeuw werd de eerste houten moskee van Kuzguncuk gebouwd; de Üryanizademoskee, aan de oever van de Bosporus. In 1952 werd een grotere moskee gebouwd in Ottomaanse stijl, direct naast de Armeense Surp Krikor Lusaveriçkerk.

## Bezienswaardigheden
De vele historische woningen, religieuze gebouwen, pittoreske straten en tuinen trekken veel Turkse film- en reclamemakers aan, tot ongenoegen van de lokale bewoners. Enkele bezienswaardigheden zijn de Bet Yaakov Synagoge (1878), de Bet Nissim Synagoge (1840) en de Grieks Orthodoxe kerken Ayios Yorgios en Ayios Panteleimon. In de wijk liggen zowel een Joodse, een Griekse, en een Islamitische begraafplaats met tientallen eeuwenoude zerken. Het Fethi Pashabos is een park Kuzguncuk met restaurantjes en theehuisjes.

## Galerij

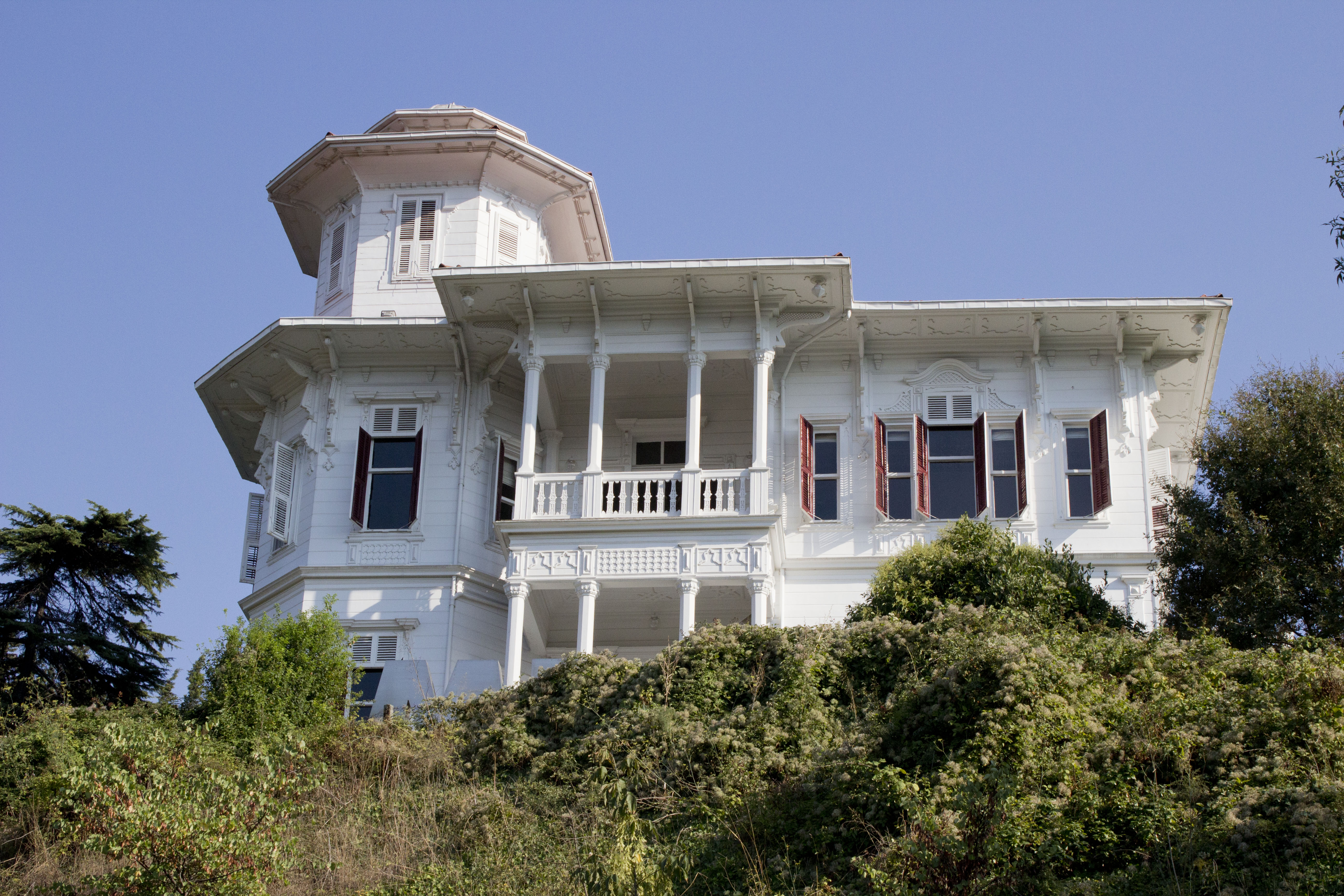
Gerestaureerde oude woning ten noorden van Kuzguncuk
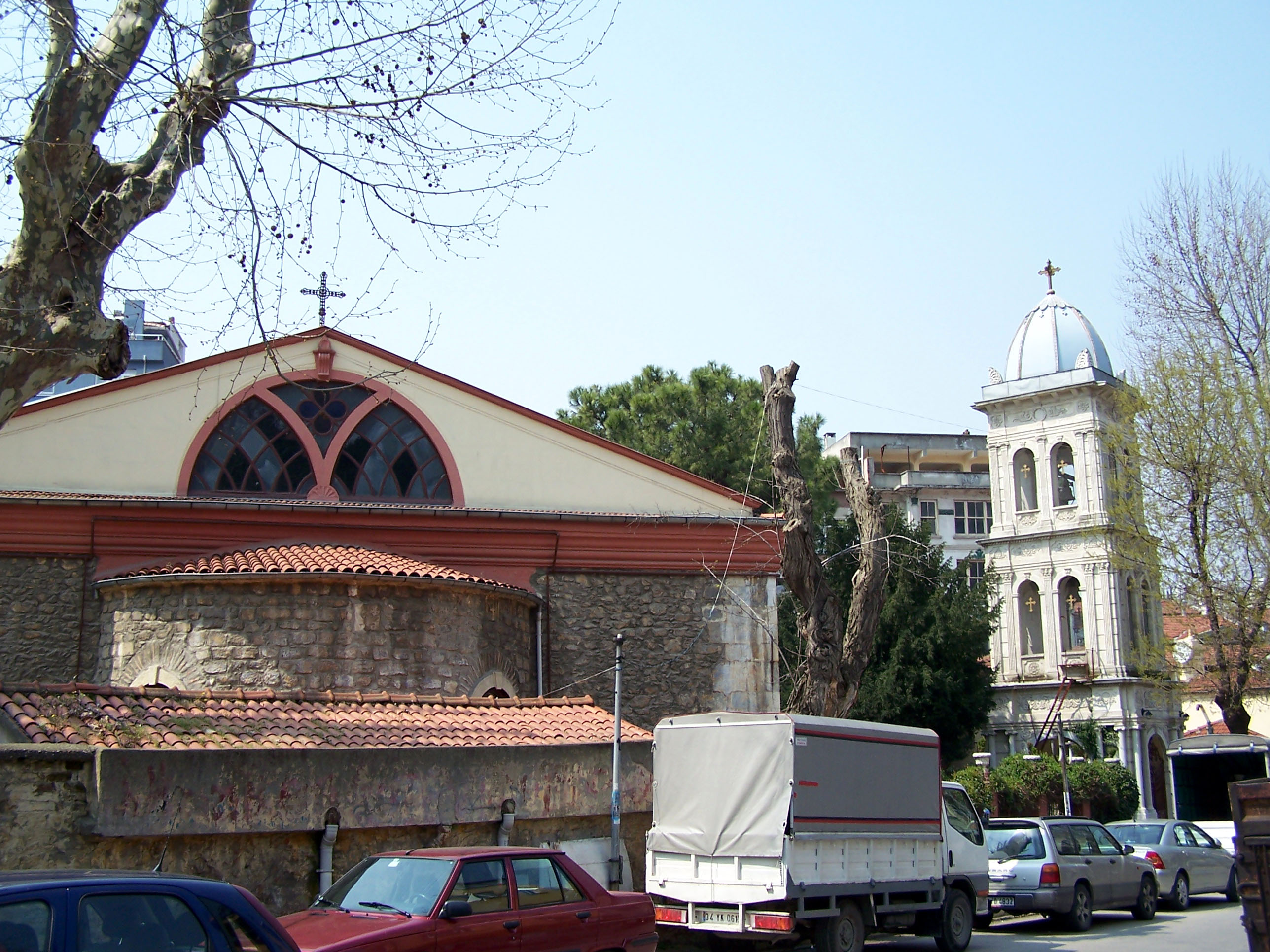
Een Grieks-orthodoxe Kerk in Kuzguncuk
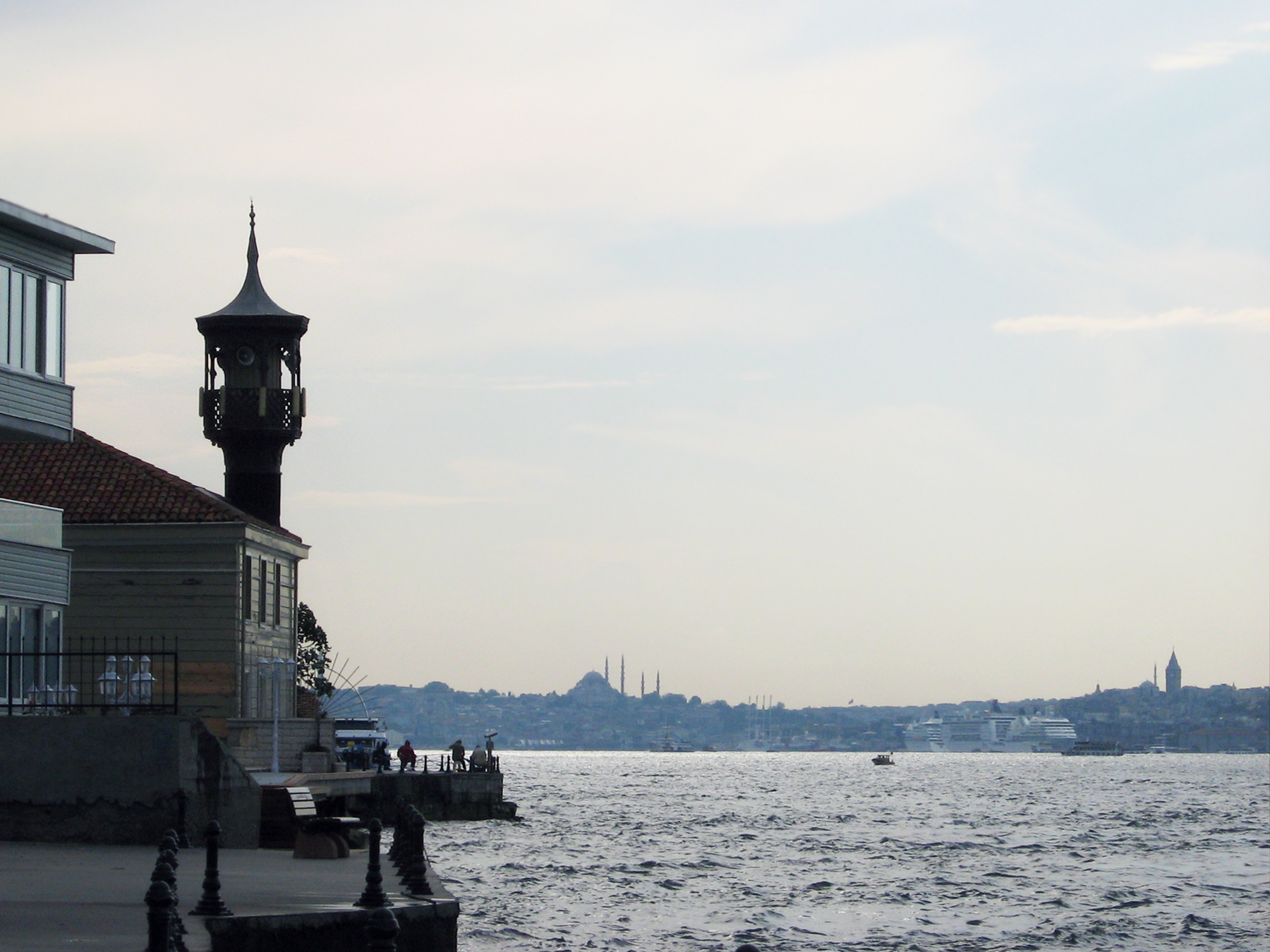
Uryanizademoskee